# Convolvulus sericophyllus
Convolvulus sericophyllus är en vindeväxtart som beskrevs av T. Anders.. Convolvulus sericophyllus ingår i släktet vindor, och familjen vindeväxter. Inga underarter finns listade i Catalogue of Life.